# Filmers buiten het gareel
Filmers buiten het gareel is een film van Philo Bregstein die in 1969 in Rome een toen nieuwe generatie Italiaanse filmers interviewde, zoals Marco Ferreri, de gebroeders Paolo en Vittorio Taviani, Silvano Agosti, Bernardo Bertolucci en Sandro Franchina. De interviews worden afgewisseld met fragmenten uit hun films.